# As It Is in Heaven

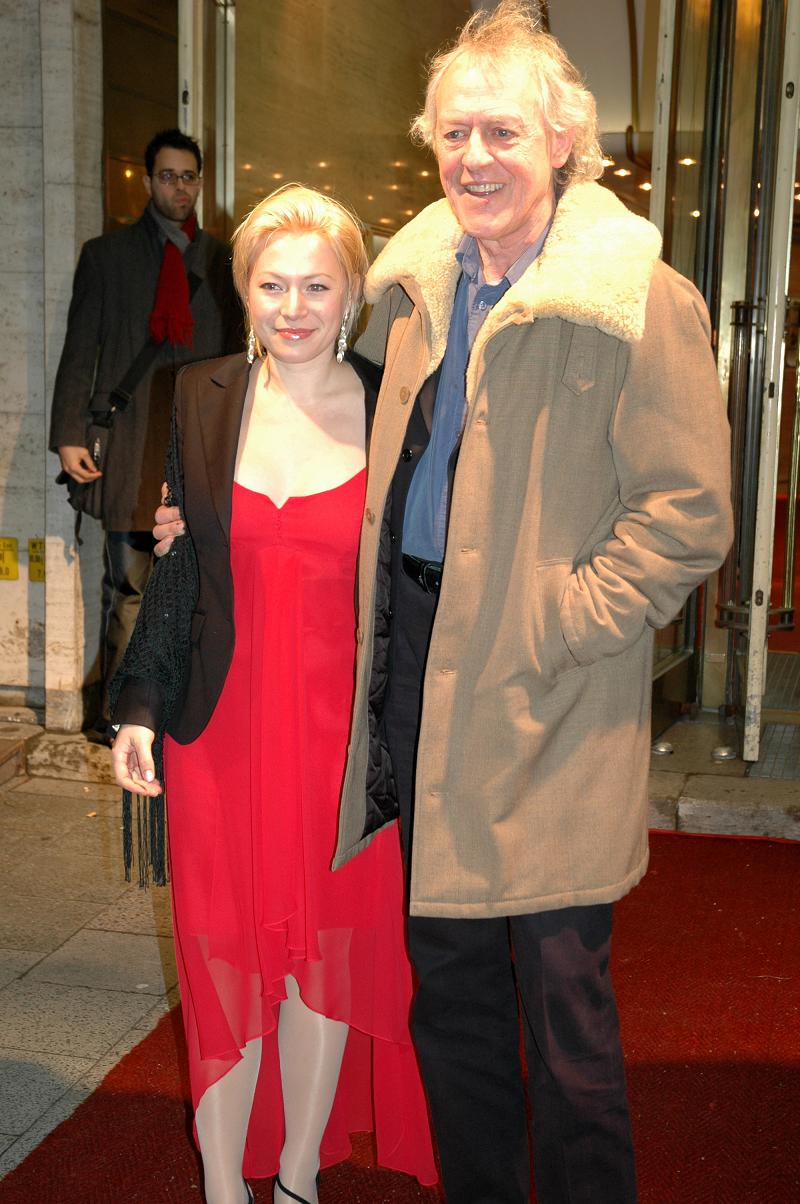
Actrice Frida Hallgren en regisseur Kay Pollak in Berlijn (2005).

As It Is In Heaven (Zweedse titel: Så som i himmelen) is een Zweedse film uit 2004, geregisseerd door Kay Pollak. De muziek werd geschreven door Stefan Nilsson, die hiervoor een nominatie voor beste componist kreeg op het Europees Filmfestival in 2005. De film was in 2004, met 1.158.415 bezoekers, de best bezochte film in Zweden.

## Verhaal
Het verhaal gaat over Daniël Daréus (Michael Nyqvist), een bekende dirigent van in de 40, die tijdens zijn drukke carrière een hartaanval krijgt. Omdat hij het rustig aan moet doen besluit hij terug te keren naar zijn geboortedorp in het noorden van Zweden. Hij gaat in het oude schoolgebouw wonen.
Doordat hij onder een artiestennaam terugkeert, herkent niemand hem als het veel gepeste jongetje van vroeger: iedereen kent hem slechts als de bekende topdirigent. In het dorp komt hij zijn oude klasgenoten weer tegen en ziet hoe de grootste pester, Conny, het dorp terroriseert en zijn vrouw, Gabriella, mishandelt. Conny blijkt weer bevriend te zijn met Stig, de dorpsdominee. Stig blijkt veel macht uit te oefenen en probeert het dorp zo veel mogelijk geïsoleerd te houden van de buitenwereld.
Daniël wordt door Arne, een lokale middenstander die grootse plannen met het koor heeft, gevraagd om naar het lokale dorpskoor te komen luisteren, wat hij op een gegeven moment aarzelend en met tegenzin doet. Hierna laat hij zich overhalen om hun dirigent te worden. Terwijl Daniël probeert door middel van stemexpressie iedereen een plek in het koor te laten vinden, maakt deze werkwijze veel los onder de dorpelingen: jaloezie, liefde en een zoektocht naar waar iedereen echt voor staat. Veel dorpelingen zien dit als een bedreiging en een aantal leden verlaat het koor. Ook Inger, de vrouw van de dominee wordt opener en gelukkiger. De dominee, die zijn greep op het koor dreigt te verliezen, probeert in te grijpen. Uiteindelijk trekt Inger bij Daniël in. Stig verbiedt Daniel daarop de toegang tot de kerk maar dit heeft slechts als resultaat dat het koor nu in het oude schoolgebouw komt oefenen. Ook Gabriella maakt zich steeds meer los van haar man.
Daniël wordt vaak geconfronteerd met beelden en herinneringen uit zijn kindertijd en probeert naarstig zijn eigen draai te vinden binnen de kleine gemeenschap. Lena, een jonge vrouw uit het dorp, en Daniël groeien steeds verder naar elkaar toe en worden verliefd. Tijdens een optreden zingt Gabriella het dorp toe met de boodschap dat ze haar eigen leven weer wil leiden. Als ze bij thuiskomst weer geslagen wordt trekt ze bij Daniël in maar de volgende dag komt Conny haar halen. Daniël gaat naar het huis van Stig en treft hem verwaarloosd aan. Stig dreigt Daniël te vermoorden en daarna zelfmoord te plegen. Het tafereel eindigt in een huilbui van Stig die vervolgens een astma-aanval krijgt. De volgende dag wordt Daniel door Conny aangevallen en belandt Conny in de gevangenis. Hierna vertelt Daniël aan het koor wie hij werkelijk is: het gepeste jongetje van school.
Daniël heeft nu afgerekend met de spoken uit zijn verleden en onder zijn bezielende leiding stijgt het koor boven zichzelf uit. Ze worden toegelaten tot een grote internationale zangwedstrijd: Let the Peoples Sing in Oostenrijk. Op de dag van de opvoering blijkt Daniël echter nergens te vinden: hij heeft opnieuw een hartaanval en valt in de toiletruimte tegen de radiator. Het koor moet nu improviseren. Terwijl Daniël bloedend en hulpeloos op de grond ligt, hoort hij het koor over de speakers zingen. Het publiek begint massaal mee te zingen en met een zachte glimlach om de mond sluit Daniël zijn ogen.
De film draagt enkele ferme stellingnames uit:
- Muziek moet niet als een prestatie worden beoefend ("het is geen wedstrijd"). Muziek staat ten dienste van het gelukkig maken van de mensen.
- De mens mag zijn leven op zijn eigen wijze leven, en zich ontplooien op de manier die het best bij hem/haar past.
- 'Zonde' bestaat niet. Het is uitgevonden door de kerk, om daarna te kunnen 'vergeven' en daarmee macht over de bevolking te kunnen uitoefenen.
- Wie al in zijn jeugd anderen in elkaar slaat, zal dat ook als volwassene blijven doen als niemand ingrijpt.

## Prijzen
- Op de Oscaruitreiking van 2005 was de film genomineerd voor 'Beste Buitenlandse Film'.
- Ook werd de film genomineerd voor acht categorieën van de Guldbagge Awards, een Zweedse filmprijs.

## Muziek
- Helen Sjöholm, die de rol van Gabriella speelt is een bekend zangeres in Zweden.
- Het nummer dat ze zingt, Gabriellas sång, werd een hit in dat land.

## Cast
- Michael Nyqvist - Daniel Daréus
- Frida Hallgren - Lena
- Lennart Jähkel - Arne
- Ingela Olsson - Inger
- Niklas Falk - Stig, de dominee
- Helen Sjöholm - Gabriella
- Barbro Kollberg - Olga
- André Sjöberg - Thore
- Axelle Axell - Florence
- Lasse Petterson - Erik
- Mikael Rahm - Holmfrid
- Per Morberg - Conny, Gabriella's man
- Ulla-Britt Norrman - Amanda
- Ylva Lööf - Siv